# Közönséges delfin
A közönséges delfin (Delphinus delphis) az emlősök (Mammalia) osztályának párosujjú patások (Artiodactyla) rendjébe, ezen belül a delfinfélék (Delphinidae) családjába tartozó faj.
Nemének a típusfaja.

## Előfordulása
A közönséges delfin a Föld összes trópusi és mérsékelt övi tengerében elterjedt. Nagy számban fordul elő a Földközi-tengerben és a Fekete-tengerben. A Balti-tengerben ellenben alig látni, bár a brakkvizet is bírja. Az európai partoknál délről északra csökken a gyakorisága, de a Golf-áramlat révén alkalmilag Skandinávia északi részéig is eljut.
Nem él helyhez kötött életet, hanem fő táplálékforrását, a halrajokat követi. A táplálékkínálatnak megfelelően a közönséges delfin többnyire csak a part menti vizekben él.

## Alfajai
- Delphinus delphis delphis Linnaeus, 1758
- Delphinus delphis ponticus Barabash, 1935

## Megjelenése
Az állat hossza 1,7-2,4 méter, testtömege 80-120 kilogramm. Ennek a delfinfajnak 80-100 foga van. A fogak kúp alakúak. Arcorra keskeny. A kidomborodó homlokból előreugrik az arcorr; a felső állkapocs oldalról keskenyebbnek látszik, mint az alsó. Háti része szürke, hasi része fehér. Púpjai nincsenek, hátának szinte pontosan a közepén emelkedik a lekerekített, háromszög alakú hátuszony, melynek a csúcsa enyhén hátra hajlik. A szem alól világos és szürke csíkok indulnak hátrafelé, amelyek a vízből kiugró delfinen jól láthatóan elválnak a sötét színű háttól.

## Életmódja

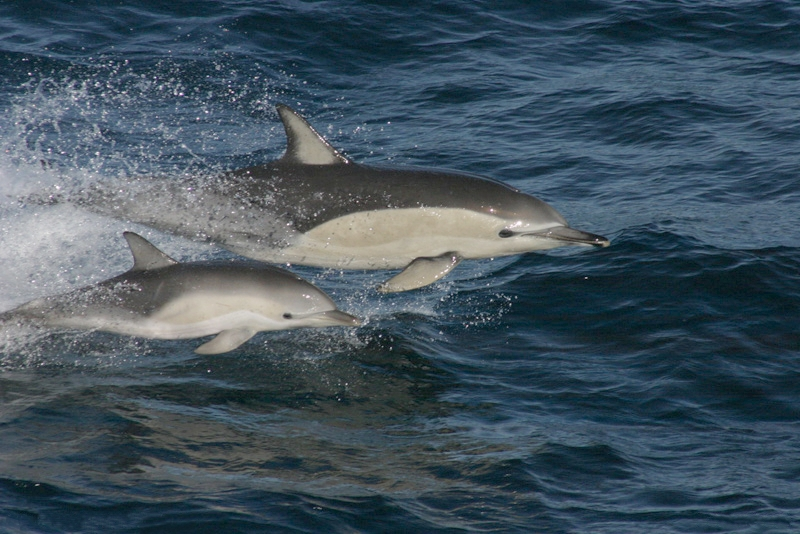
Nőstény közönséges delfin és borja

Csoportokban élő lény. A közönséges delfin jó példa arra, hogy a hasonló életfeltételek között egy emlős alkata mennyire halszerűvé idomulhat. Elegáns, áramvonalas testével gyorsan, akár 45 km/h sebességgel képes úszni. A hajtóerőt főként farokúszójával fejti ki. Ez annyira erős, hogy képes a vízből messzire kirepíteni az állatot. A delfin több méter magasra és rendkívül pontosan tud ugrani. Még elképesztőbb az a képessége, hogy farokúszójával gyorsan csapkodva a vízfelszínen tud "járni". Nehéz testét egyedül farokúszójának erejével tartja ki a vízből, és hogy ilyen különleges helyzetben is meg tud állni, az kiváló egyensúlyérzékét bizonyítja. A tájékozódást és az egyedek közötti kommunikációt szolgálja a delfinek magasan fejlett hanglokátorrendszere, amelynek teljesítőképessége a denevérekén is túltesz. Az ultrahangokat még 200 kHz fölött is érzékeli. Így a delfinek a vízben, amely közismerten jól vezeti a hangokat, nagy távolságból is képesek kommunikálni és viselkedésüket összehangolni.
A közönséges delfin igen tanulékony faj. Már az ókortól ismertek olyan elbeszélések, amelyek szerint a delfinek vízben fuldokló embereket mentettek ki. Beteg fajtársaikat is fenntartják a víz felszínén, hogy lélegezni tudjanak. Az újszülött borjakat szintén a felszínre segítik, hogy levegőt vehessenek.
Tápláléka túlnyomórészt hering és szardínia, de sok partközelben élő halfaj is. A rajokban mozgó halakra csapatosan vadásznak, így megakadályozzák, hogy a halak túl gyorsan szétoszoljanak.
Ősszel és télen a nyílt, mély vizű tengerekbe vonulnak, míg nyáron a part közelében tartózkodnak.

## Szaporodása
Az ivarérettséget 4-5 éves korban éri el. A párzási időszak az Észak-Atlanti-óceánban októbertől decemberig tart. A legtöbb borjú szeptemberben és októberben jön a világra. A vemhesség 10 hónapig tart, ennek végén egy utód születik.
A közönséges delfin általában 25 évig él, de 30 éves példányokról is tudnak.